# Scapogoephanes usambaricus
Scapogoephanes usambaricus är en skalbaggsart som beskrevs av Stefan von Breuning 1961. Scapogoephanes usambaricus ingår i släktet Scapogoephanes och familjen långhorningar. Inga underarter finns listade i Catalogue of Life.